# Llista de canals de televisió per territori
Vet aquí una llista de canals de canals de televisió classificats per continent i país.

## Europa
- Euronews
- Eurosport
- Arte (França - Alemanya)

### Alemanya
| Generalistes - Das Erste - ZDF - 3Sat - Tele 5 - Das Vierte - SAT.1 - RTL - Pro Sieben - Kabel eins - Deutsche Welle - Phoenix - Terra Nova - XXP | Notícies - n-tv - N24 | Divulgació - DMAX - Arte | Esports - Sport1 - Sky Sport* | Entreteniment - RTL II - sixx - Sky Krimi - Tele 5 - VOX | Infantils i juvenils - KiKA - Super RTL | Música - VIVA | Altres Canals regionals - Südwest Fernsehen - hr Fernsehen - Bayerisches Fernsehen - BR-alpha - WDR Fernsehen - NDR Fernsehen - rbb Fernsehen - MDR Fernsehen |

### Espanya
Les transmissions de televisió d'àmbit estatal van ser monopoli públic fins al 1990, que fou quan Antena 3, Tele 5 i Canal+, les primeres cadenes privades de televisió, van començar a emetre. Anteriorment, en algunes Comunitats Autònomes, van iniciar les seves emissions a partir del 1983 els anomenats canals autonòmics, emissores públiques dependents del govern de cada comunitat, com és el cas de TV3.
Des del 30 de novembre de 2005, totes les cadenes de televisió estatals estan obligades a emetre en digital (TDT); extensió que s'estendrà més tard a les autonòmiques i fins i tot a petites emissores locals. L'arribada de la Televisió Digital Terrestre ha produït un important augment en l'oferta de canals de televisió gratuïts en obert.
| Generalistes - La 1 - Antena 3 - Canal+ 1* - Cuatro - Telecinco - La Sexta - Intereconomía TV - 13 TV Internacionals - TVE Internacional - Antena 3 Internacional - Andalucía TV - Galícia TV - Telemadrid Sat - TV Canaria | Notícies - A3 Noticias 24 - Business TV - Canal 24 Horas - Canal Parlamento | Divulgació - Bio.* - Canal Cocina* - Canal de Historia - Caza y Pesca* - Cazavisión* - Decasa* - Discovery Channel* - Discovery Max - Iberalia* - La 2 - LaSexta2 - National Geographic Channel* - Natura* - Odisea* - Viajar* | Esports - Abono Fútbol* - Canal+ Deportes* - Canal+ Fútbol* - Canal+ Golf* - Canal+ Liga* - Canal+ Toros* - El Garage TV* - Gol Televisión* - Marca TV - Motors TV* - Sportmanía* - Teledeporte | Entreteniment - Animax* - AXN* - Bio.* - Buzz* - Calle 13 - Canal+ 2* - Canal+ Acción* - Canal+ Comedia* - Canal+ DCine* - Canal+ Xtra* - Canal 18* - Canal Hollywood* - Cinematk* - DCine Español* - De Película - Divinity - Energy - FactoríaDeFicción - LaSexta3 - LaSiete - MGM* - Nitro - Nova - Novelísima* - Paramount Channel - Somos* - Sony Entertainment Television* - Syfy - TCM* - Telenevolas* - XTRM* | Infantils i juvenils - Baby TV* - Boing - Boomerang* - Canal Panda* - Clan TVE - Disney Channel - Disney XD* - Neox | Música - 40 TV* - Kiss TV* - MTV - SOL Música* | Altres - 7 Región de Murcia - Aragón TV - Canal 4 Castilla y León - Canal Extremadura TV - Canal Sur - Castilla-La Mancha TV - ¡C! - Telecabarga - Telemadrid - Televisión del Principado de Asturias - TVG - ¡2! - Canal 2 Andalucía - La Otra - Cadena Local - Local Media TV - Punto TV |

### França
La televisió francesa presenta una important participació de l'estat, amb diversos canals públics finançats en bona part gràcies a un impost especial per a això (la redevance), no obstant això la participació privada també és significativa, produint emissions de distribució internacional i participant en la producció de mitjans audiovisuals a nivell mundial.
| Canals estatals - France 2 - France 3 - France 4 - France 5 - France Ô (RFO) - TF1 - Canal+ - M6 - TV5 |

### Macedònia del Nord
- MTV 1
- MTV 2
- MTV 3
- MKTV Sat
- A2
- Kanal 5
- Kanal 5 plus
- Sitel
- Sitel 3
- Telma
- Алфа ТВ
- Naša TV
- Makspot
- Alsat M
- Sky Net
- Kiss TV
- MTV Adria
- Tera

### Occitània
- 7L TV
- Aran TV
- Clermont Première
- La Chaîne Marseille
- Télé Locale Provence
- Télé Toulouse
- téléGrenoble Isère
- TV7 Bordeaux

### País Èuscar
- ETB 1
- ETB 2
- ETB 3
- ETB Sat
- Canal Vasco
- Canal 6 Navarra

### País de Gal·les
- S4C

### Països Catalans
- 3/24
- 3XL
- 8tv
- À Punt
- Barça TV
- Canal Català
- Canal Nou (extint)
- Canal Nou 24 (extint)
- Canal Nou Dos (extint)
- Canal Super3
- El 33
- Esport3
- Estil 9 (extint)
- IB3 Televisió
- RAC 105 TV
- TV3
- IB Sat
- TV3 CAT
- TV Mediterráneo

### Regne Unit
El servei de televisió de la BBC serveix al 99% de la població mitjançant els programes BBC-1 i BBC-2. Hi ha també televisions privades supervisades per la Independent Broadcasting Authority (IBA) i canals via satèl·lit (British Sky Broadcasting). El sistema de televisió a color va començar a operar el 1969.
Actualment es potencia la televisió digital terrestre mitjançant la plataforma Freeview, que oferix un bon nombre de canals gratuïtament.
| Generalistes - BBC One - BBC Two - ITV1 - Channel 4 - Channel 5 - BBC Three - BBC Four - Pick TV - More4 - Sky1* | Notícies - BBC News - BBC Parliament - BBC World News - Bloomberg Television* - CNBC Europe* - Euronews* - Sky News | Divulgació - Animal Planet* - Blighty* - Crime & Investigation Network* - Discovery Channel* - DMAX* - Eden - History* - National Geographic Channel* - Travel Channel* - Yesterday* | Esports - ESPN - British Eurosport* - Extreme Sports Channel* - Motors TV - Sky Sports* - Sky Sports News | Entreteniment - 5USA - Alibi* - Comedy Central* - Dave* - Film4 - FX* - GOLD* - Horror Channel - ITV2 - ITV3 - ITV4 - Quest - MGM* - Movies4Men - Sky Atlantic* - Sky Living* - Sky Movies* - Syfy* - TCM* - True Movies - Universal Channel* - Watch* | Infantils i juvenils - Boomerang* - Cartoon Network* - CBBC - CBeebies - CITV - Nickelodeon* | Música - 4Music - Bliss - Dance Nation TV - Flava - Kerrang! TV* - Kiss* - MTV Music* - Scuzz - The Vault - VH1* | Altres - Bid - Ideal World - QVC - Playboy TV |

### Rússia
Llista de canals
- Pervi Kanal
- Rossiya
- NTV
- RenTV
- STS
- MuzTV
- DTV
- Stolitsa
- TV3
- Domashnyj
- TNT
- Zvezda
- TVCentr
- Kultura
- Sport

### Marroc
- Llista de canals

| * Al Aoula Maroc - 2M Monde - Arriadia - Arrabiaa - 2Maghribia - Ssadissa - Assabiaa - Tamaight - MFMTV - Mars - KifachTV - HitTV - AswatTV - Cap24 - MedinaFM - Atlantic - TelePLUS - Télé Maroc - Canal Atlas - Hespress TV - Hibapress TV - alyaoum24 - Febrayr TV - Le360 TV - NejmaTV - Space Toon Maroc - Toyor Aljanah - MBC 1 Maghreb - MBC 2 Maghreb - MBC 3 Maghreb - MBC 4 Maghreb - MBC 5 cinq - MBC Max Maghreb - MBC Action Maghreb - Rotana Kids Maghreb - Rotana Clip Maghreb - Rotana Music Maghreb - Rotana Drama Maghreb - Rotana Comedy Maghreb - B4U Aflam - Zee Alwan - Zee Aflam - ART Hekayat 1 - ART Aflam 2 - ART Movies 3 - Fox Arabe - Fox Crime - Fox Movies - Star Movies - Sky News Arabe - BBC Arabe - CNBC Arabe - KTV & Arabe - Al-Majd Quran - Al Ons TV - L'Match TV - Sorec TV TV - Sloog TV - Chouftv - M24 TV - Comedy Central - Canal + 2M - Canal + 2M SPORT - Piwi + - TéléToon + - Canal J Maroc - Disney Junior - Tiji Maroc - 2M Monde - 2M Middle East - Mickelodeon - History 1 - History 2 - MTV Hits Maroc - MTV Maroc - National Geographic Maroc - National Geographic Wild Maroc - Gulli Arabe - CN Arabe - Boing Maroc - Boomerang Maroc - Medi1TV Français - Medi1TV Maghreb - Medi1TV Arabic - Medi1TV News English - Canal Maghreb 1 - Canal Maghreb 2 - GM Alwan HD - GM Chaabi SD - GM Music HD - GM Movies HD - Al Fallah TV - MFM Sport - Lalla Fatema TV - VH TV Officiel TV - Challenge Maroc Officiel TV - Cote & Sport 1 - Cote & Sport 2 - Foot + - Hit Gold - Hit CoverTV - Hit LatinoTV - Hit FrenchTV - Hit MaghribTV - Med Sport - Al Aoula Middle East - Al Aoula Europe - Laayoune TV - SNRT |

### Turquia
- Cadenes nacionals 
  - ATV Turkey
  - Cine 5
  - Flash TV
  - Kanal 6
  - Kanal 7
  - Kanal D
  - Kanal E/CNBC-e
  - Kral TV
  - Meltem TV
  - NTV
  - Samanyolu TV
  - Show TV
  - Star TV
  - TGRT
  - TRT1
  - TRT2
  - TRT3
  - TRT4
  - TRTGAP
  - TRTİNT
  - TRTTÜRK
  - TV8
  - BRT - Xipre
  - CNN Turk - cadena de notícies, vegeu també CNN
  - Digiturk
  - SKY Turk - cadena de notícies, vegeu també Sky News

### Suïssa
- Canals nacionals
  - Télévision Suisse Romande
    - TSR1
    - TSR2

  - Televizione Svizzera Italiana
    - TSI1
    - TSI2

  - Schweizer Fernseher
    - SF1
    - SF2

  - Televiziun Rumantscha

- Cadenes regionals
  - TeleBärn
  - TeleZüri
  - TeleBasel
  - Léman Bleu

## Amèrica del Nord

### Estats Units d'Amèrica
| Generalistes - ABC - CBS - NBC - FOX - The CW - MyNetworkTV - Public Broadcasting Service - World - Telemundo - Univisión - Telefutura - Estrella TV - Azteca América - LATV | Notícies - ABC News Now - Bloomberg Television* - CNBC - CNN* - C-SPAN - Current TV - Euronews* - Fox Business Network* - FOX News Channel* - HLN* - MSNBC - The Local AccuWeather Channel* - The Weather Channel* | Divulgació - Animal Planet - Crime & Investigation Network - Discovery Channel - History - Military Channel - National Geographic Channel - The Documentary Channel | Esports - CBS Sports Network* - ESPN - Fight Now TV* - Fox College Sports* - Fox Soccer* - Fox Sports Net* - Fuel TV* - GOL TV* - Golf Channel* - Horse Racing TV* - MLB Network* - NBA TV* - NBC Sports Network - NFL Network* - NHL Network* - Outdoor Channel* - Outside Television* - Speed* - Tennis Channel* - The Ski Channel* - Universal Sports* - World Fishing Network* - Untamed Sports TV* | Entreteniment - AMC* - Black Entertainment Television* - Cinemax* - Comedy Central* - E!* - Encore - Epix - Flix - Fox Movie Channel* - FX* - Galavisión - HBO* - IFC* - Lifetime Movie Network* - MGM* - MoviePlex* - Oxygen* - Showtime* - Starz* - Sundance Channel* - Syfy* - TBS* - The Movie Channel* - TCM* - TNT - USA Network - White Springs Television* | Infantils i juvenils - Boomerang - Cartoon Network - Disney Channel - Nickelodeon | Música - Fuse TV* - Harmony Channel* - MTV* - Palladia* - VH1* | Altres |

### Mèxic
La primera emissió de televisió va ser al setembre de 1950. La televisió a Mèxic és una mica similar al model televisiu nord-americà. Des de la dècada del 1960 fins als nostres dies, Mèxic ha estat una potència televisiva a Amèrica Llatina, no solament per l'alt nivell d'audiència de les telenovel·les sinó d'altres programes.
- Cadenes Nacionals
  - Canal de las Estrellas (XEW-TV) de Televisa (També en HDTV, canal 48, Ciutat de Mèxic)
  - 4TV (XHTV) de Televisa (També en HDTV, canal 49, Ciutat de Mèxic)
  - Canal 5 (XHGC) de Televisa (També en HDTV, canal 50, Ciutat de Mèxic)
  - Azteca 7 (XHIMT) de TV Azteca (També en HDTV, canal 24, Ciutat de Mèxic)
  - Galavisión (XEQ-TV) de Televisa
  - Azteca 13(XHDF) de TV Azteca (També en HDTV, canal 25, Ciutat de Mèxic)
  - Once TV (XEIPN), de l'Institut Politècnic Nacional
  - Canal 22 (XEIMT) del Consell Nacional per a la Cultura i les Arts
  - Canal 28 (XHRAE) de Companyia Internacional de Ràdio i Televisió
  - Proyecto 40 (XHTVM) de Televisora del Valle de México

- Cadenes Regionals
  - Multimedios Televisión de Multimedios Estrellas de Oro (Monterrey, Saltillo, Leon, Tampico, Torreon, Gomez Palacio, Nuevo Laredo, Ciudad Victoria) (també en HDTV)

- Cadenes nacionals i Regionals en emisións per satèl·lit
  - Multimedios Estrellas de Oro
  - Tv Azteca
  - Televisa

- Televisió restringida a via microones
  - MasTV de MVS Multivision

- Canals de TV Restringits.
  - MTV Mexico
  - Discovery Mexico (suite digital)
  - Suite FOX de FOX
  - Suite de MVS Televisión (Multicimema, Multipremier Cinelatino,)
  - 52MX de MVS Televisión
  - Exa TV de MVS Televisión
  - Suite Visat de Televisa Networks (Telehit, Golden choice, Ritmoson i Bandamax)
  - Suite PCTV (TVC, Cine mexicà per cable,vídeo rola)

Les transmissions en HDTV estan en fase de prova i solament poden captar-se en algunes regions com la Ciutat de Mèxic, Guadalajara, Monterrey i Reynosa.
La companyia de televisió mexicana Televisa va començar a fer emissions experimentals en HDTV a principi dels anys 90 en col·laboració amb la companyia japonesa NHK.
Avui dia ja hi ha alguns programes en HDTV, però el seu ús és realment limitat. Les empreses de tv per cable com Cablevision del DF, Cablevision de Monterrey i Megacable a Guadalajara actualment realitzen proves de transmissió digital.
El país a més compta amb estacions repetidores de les cadenes nacionals.

## Amèrica del Sud

### Argentina
La primera transmissió a l'Argentina es va realitzar el 1951, donant origen al canal 7, llavors LR4-TV, propietat del pioner en ràdio i televisió, Jaime Yankelevich. El 1974 els tres canals privats de Buenos Aires (el 9, l'11 i el 13) van ser nacionalitzats. Durant l'última dictadura (l'anomenat Procés de Reorganització Nacional) (1976-1983), aquests tres canals van ser lliurats a les tres branques de les forces armades. El 1984, després d'un llarg procés judicial, Alejandro Romay, propietari del canal 9, va ser restituït en l'adreça del senyal. Els canals 2, 11 i 13 van estar sota administració de l'Estat fins a 1989, any que van ser privatitzats. Els canals d'aire de l'interior del país retransmeten en gran part la programació dels canals de Buenos Aires.
La televisió argentina sempre s'ha diferenciat de la resta de les produccions d'Hispanoamèrica pel sistema de televisió empleat en aquest país (PAL-N). Per aquest motiu, els programes produïts a l'Argentina que es duguen a altres països d'Hispanoamèrica (excepte Paraguai i Uruguai) han de convertir-se'n al sistema NTSC (M o N).
- Cadenes de la Ciutat de Buenos Aires:
  - América TV (canal 2)
  - Canal 7
  - Canal 9
  - Telefe (canal 11)
  - Canal 13

- Cadenes de TV Cable:
  - TyC Sports (esports)
  - America Sports (esports)
  - El Garage (esports, automovilístico)
  - Space (cine)
  - Superland (cine)
  - Volver (cinema argentí i programes fita de la televisió argentina)
  - I-SAT (cine, sèries)
  - X-Time (cine, sèries)
  - Retro (sèries)
  - Infinito (ciència)
  - Utilísima (femení)
  - ElGourmet.com (cuina)
  - P&E (política i economia)
  - Telemúsica (música)
  - Much Music (música, filial del canal canadenc Much Music)
  - Rock and Pop TV (música)
  - CM (música)
  - Tropicalísima Satelital (música)
  - Sólo Tango (música, tango)
  - Argentinísima (música folklòrica i varietats)
  - Metro (varietats)
  - MTV Argentina (música - juvenil)
  - Magazine 24 (varietats)
  - Cine Planeta (cine)
  - Júpiter Cómic (comèdia)
  - Uniseries (sèries)
  - Edu Cable (educatiu)
  - The Big Channel (infantil)
  - Plus Satelital (variat)
  - Fashion TV (dona)
  - Música Total (musical)
  - Sembrando Satelital (notícies del agro)
  - Canal Rural (notícies del agro)
  - America 24 (notícies)
  - Crónica TV (notícies)
  - Canal 26 (notícies)
  - Todo Noticias (notícies i programes periodístics; forma parte del Grupo Clarín)
  - Formar (educatiu)
  - Magic Kids (infantil - ja no s'emet)
  - Cablín (infantil / juvenil - ja no s'emet)
  - Locomotion (infantil - ja no s'emet)
  - Venus (adult)
  - Canal (á) (cultura)
  - TeleSUR (propietat de Veneçuela, Cuba, Argentina i Uruguai)

- Canals de TV de l'interior de l'Argentina
  - Canal 10 de Tucuman
  - Canal 13 Rio Grande
  - Canal 2 Tecnovision
  - Canal 3 Las Flores Color Vision
  - Canal 3 Television Litoral S.A
  - Canal 4 S.T.C.
  - Canal 4 TVC
  - Canal 4 Utopia
  - Canal 4 Radiodifusora Chajari
  - Canal 5 T.V.C.
  - Canal 6 Libertador
  - Canal 6 Multicanal
  - Canal 8 Mar del Plata
  - Canal 9 Comodoro Rivadavia Television
  - Canal 9 Televida
  - Castellanos
  - Cavicu TV
  - CCTV Salto
  - Rio Colorado Television
  - Porteña Televisora Color
  - Pampa TV
  - Corral de Bustos TV
  - Paralelo 46 TV
  - Cosmovisión Televisión
  - Oran Televisora Color
  - Rosario/12
  - Salinas TV
  - Supercanal
  - Television Arequito
  - Television General Alvear
  - Televisora Comunal Hernando
  - Televisora del Interior
  - Televisora Hernandarias Color
  - Televox
  - Canal 7 Santiago del Estero
  - Trasvision
  - Canal 10 La Plata
  - Canal 10 - Airevalle
  - Canal 2 Salta
  - Canal 13 Santa Fe de la Vera Cruz
  - Canal 7 Entre Rios
  - Canal 10 Cordoba
  - Malabrigo
  - TVC Canal 6 Chubut
  - Villa Gesell Television

- Canals de TV Internacionals
  - Telefe Internacional Versió per a tot el món del canal obert Telefe

### Bolívia
- Cadenes Nacionals
  - Televisión Boliviana (estatal)
  - Red Uno
  - Unitel
  - ATB
  - Bolivisión
  - Cadena A
  - PAT
  - SITEL
  - Televisión Católica

- Cadenes Regionals
  - Televisión Universitaria (Santa Cruz de la Sierra)
  - Televisión Colosal (Sucre)
  - RTP (La Paz)

### Brasil
La televisió a Brasil és netament comercial, que és al seu torn el més exportador de producció dramàtica en portuguès. Operen altres cadenes com la SBT, Record, Bandeirantes i Rede TV. TVE Brasil (Televisió Educativa) és la xarxa d'emissores no comercials, i posseïx una programació purament cultural i educativa.
Canals pel seu share:
Rede Globo coneguda per: El Clon, El Color del Pecado, Terra Nostra, El Clavel y la Rosa
Rede Record coneguda per: La Esclava Isaura
SBT
Band
RedeTV!
TV Cultura Estatal
TVE Brasil Estatal (TVE = Televisió Educativa)
CNT

### Colòmbia
Des de la seva introducció el 1954, fins a 1998, la televisió a Colòmbia estava monopolitzada per l'estat, encara que les empreses privades participaven únicament com programadores. No obstant això, en aquest últim any, es van donar noves llicències a propietaris independents per a manejar cadenes de televisió.
- Cadenes Nacionals
  - Caracol Televisión (privat)
  - RCN Televisión (privat)
  - Canal Uno (mixt)
  - Señal Institucional
  - Señal Colombia
  - Canal Congreso

- Cadenes Internacionals
  - Caracol TV Internacional
  - TV Colombia

- Cadenes Regionals
  - Antioquia
    - Teleantioquia
    - Telemedellin
    - Canal U
    - Tele Envigado

  - Bogotá
    - Canal 13
    - Canal Capital
    - Citytv (Bogotá, privat)

  - Cauca
    - Caucavisión (Popayán)

  - Costa norte
    - Telecaribe

  - Eje cafetero
    - Telecafé

  - Santander
    - Televisión Regional del Oriente

  - Valle del Cauca
    - Telepacífico

- Canals Religiosos
  - Teleamiga
  - ABN
  - Televida

- Altres
  - TVO
  - CNC Colombia
  - Humor Channel

### Xile
Abans de 1990, la televisió era explotada per una cadena estatal de televisió (Televisió Nacional de Xile) i tres canals universitaris: Canal 9 de l'O. de Xile - posteriorment Teleonce, RTU i actual Chilevisión -, UCV TV de l'O. Catòlica de Valparaíso i UC-TV Canal 13 de l'O. Catòlica de Xile. Amb la liberalització del sistema, han aparegut nous canals de dret privat.
- Cadenes Nacionals
  - Televisión Nacional de Chile (Estatal)
  - Corporació de Televisió de la Universitat Catòlica de Xile - Canal 13
  - Mega
  - Chilevisión
  - Corporació de Televisió de la Universitat Catòlica de Valparaíso - UCV TV
  - Red Televisión
  - TVO
  - Telecanal

- Cadenes internacionals
  - TV Chile
- Cadenas por TV Cable
  - Canal 13 Cable
  - Vía X
  - MTV
  - Zona Latina
  - Teletrak TV
  - ETC...TV
  - Showbiz
  - CDF
  - TV Senado
  - Espiritual Televisión (Televisió Cristiana de VTR)

- Cadenes regionals obertes
  - Telecanal (Antofagasta, La Serena i Santiago)
  - Canal 2 (Los Andes)
  - TVO (Santiago)
  - VLP (Antofagasta)
  - DigitalChannel.tv (Antofagasta)
  - Antofagasta TV (Antofagasta)
  - Canal 2 Temuco
  - RTC (Iquique)
  - TV Loa (Calama)
  - Canal 5 de Linares
  - Enlace TBN de Chile (Església Evangèlica)
  - Canal Regional - Canal 9 - (Concepción)
  - TVO (Província d'Osorno)
  - Canal 3 TV Rural (La Tirana)
  - Canal 2 de Mejillones
  - Canal 21 de Rancagua (abans transmesa en el senyal 13 de CMET)
  - Canal Playa Blanca (Caldera)
  - Canal 3 de Diego de Almagro
  - STM (Chañaral)
  - Canal 6 de Talca
  - Canal Comunal (Andacollo)
  - Canal 2 (Illapel)
  - Canal 4 (Salamanca)
  - Cosmos (La Calera)
  - Contivisión Televisión (Constitución)
  - Canal 2 (San Antonio)
  - TVR (Curicó)
  - TVU - Televisión Universidad de Concepción (Concepción)
  - VTV VideoArte Televisión. Canal 2 (Yungay)
  - TV8 (Quemchi)
  - Allakintuy (Quellón)
  - Canal 4 (Punta Arenas)
  - ITV Patagonia (Punta Arenas)
  - canal 39 (la pintana)
- Cadenes Regionals Tancades
  - RengoVisión (Rengo) - Senyal 56 de CMET -
  - Canal 77 Polar TV (Punta Arenas)
  - Canal 4 Rocoo TV
  - TV8 (Concepción) - Senyal 8 de VTR
  - Canal Ve (Arica, Calama, La Serena i Coquimbo, que pertany a VTR)

### Equador
- Cadenes Nacionals de la Ciutat de Guayaquil
  - Ecuavisa
  - RTS Red TeleSistema
  - TC Televisión
  - Ecuavisa Internacional
  - Sistema Satelital RTU
  - Costavisión
  - Tevemas
  - Sucre TV
  - Caravana Televisión
  - Expovisión
  - Televisión Satelital
  - Canal 1

- Cadenes Nacionals de la Ciutat de Quito
  - Teleamazonas TeVe
  - Gamavisión

- Cadenes Nacionals de la Ciutat de Cuenca
  - ETV Telerama

- Cadenes de TV Cable:
  - Cable noticias
  - Cn3
  - Htv

- En altres províncies.
  - Manabí: Manavisión
  - Tungurahua: Unimax TV

### Perú
La televisió en el Perú va començar a partir de finals de la dècada dels 50, amb la primera transmissió feta per tècnics peruans (encara que la primera emissió de televisió va ser el 1936 amb tècnics alemanys enviats per Hitler). La televisió a color va arribar entre els últims anys dels 70 i els primers passos dels 80. Bàsicament, la televisió peruana va ser coneguda durant molts anys com focus de produccions de novel·les, competint a l'una amb països com Mèxic o Brasil(novel·les com "Simplemente María", "Nino" o "Natacha" són alguns exemples), però després de la dictadura militar dels 70, aquesta característica es va perdre fins a mitjans dels 90 que es va rellançar el gènere amb mitjana trascedència internacional (destacant "Luz María" i diverses produccions fetes per la finida Amèrica Produccions). Actualment, la televisió peruana s'ha enfocat en les miniproduccions dirigit als públics marginals de les grans ciutats del país ("Dina Paúcar, lucha por un sueño", "Chacalón, el ángel del pueblo" o "Misteri" són exemples d'això).
- Cadenes Nacionals
  - América Televisión
  - Andina de Radiodifusión
  - Frecuencia Latina
  - Panamericana Televisión
  - Televisión Nacional del Perú
  - Ok Tv
  - Red Global

- Cadenes Regionals
  - Austral Televisión
  - Televisions municipals de ciudades (Cajamarca, Yanacancha, Bagua, Chachapoyas, Satipo, Paita, etc.)
  - Nord:
    - Canal UCV Satelital - Trujillo
    - Atenas Tv - Chepén
    - Antena Regional - Chota
    - Universal Tv - Trujillo
    - Enlace Tv - Trujillo
    - Planeta Tv - Trujillo
    - Huaraz de Radiodifusión - Anchash
    - CTV Casa Grande - La Libertad
    - Antena Regional - Cutervo

  - Sud:
    - Compañía de Televisión Cusqueña - Cusco
    - Televisión Continental - Arequipa/Mollendo/Moquegua
    - Telemar - Ilo
    - Cordillerana TV - Ayacucho
    - Megavisión - Juliaca
    - Tv UNSA - Arequipa

  - Centre:
    - Oxatel - Oxapampa
    - Tarma Televisión - Tarma
    - Global Televisión - Huánuco
    - Cable Visión - La Oroya
    - Villa Televisión - Lima
    - TeleJuan - Lima
    - DVTV - Lima
    - Chanka Visión - Apurimac
    - Teledifusora Aguiluz - Abancay

  - Oest:
    - Amazonica de Televisión - Iquitos
    - TeleSeis - Yurimaguas
    - Anas Televisión - Puerto Maldonado
    - Videoriente 6 Televisión - Pucallpa
    - Televida - Moyobamba
    - Sonora Comercial - Tarapoto
    - Canal E Frecuencia Educativa - Moyobamba
    - TV SAM - Tarapoto

- Cadenes Internacionals:
  - Perú TV
  - Perú Mágico
  - TeVeSur Canal 9

- Canals exclusius de Cable:
  - CMD (canal esportiu)
  - Plus Tv (canal socio-cultural)
  - Canal N (canal de notícies)
  - Uranio Tv (canal musical)
  - Bethel Televisión (canal religiós)

### El Salvador
La Televisió al Salvador va començar des que va arribar la primera televisió a color *a Mèxic i El Salvador*. Els canals salvadorenys no poden comparar-se amb canals de qualitat internacional, encara que en els últims anys, s'observa un respectable intent de millora. En els programes nacionals d'El Salvador pots trobar temes des de cuina fins a acció, drama i comèdia. També la televisió salvadorenya compte amb programes dels canals famosos internacionals. Existeixen canals en cable i satèl·lit, entre ells DirecTV i Dish nord-americans.
- Cadenes nacionals
  - Telecorporación Salvadoreña (Canals 2, 4 y 6)
  - Agape TV(Canal 8)[1]
  - Televisión Cultural Educativa(Canal 10)
  - Canal 12[2]
  - El Salvador Televisión(Canal 15)
  - Canal 17
  - Canal 19[3]
  - Canal 21[4]
  - Canal 23
  - Canal 25
  - Canal 27
  - Tecnovisión (Canal 33)
  - VTV (Canal 35)
  - Canal 57(Canal Catòlic)
  - Canal 99 de Cable(Universitat Francisco Gavidia)

### Puerto Rico
La televisió a Puerto Rico comença en 1954 amb el llançament dels dos primers canals de TV Telemundo (canal 2) i Televicentro (canal 4). Anys després sorgeix el canal del govern de Puerto Rico, Canales 6 i 3 (avui coneguts com a TUTV). Després sorgeix WORA TV (avui teleCinco), el primer canal que es va originar des de la ciutat de Mayagüez.
Per a la dècada dels 60 entren 4 canals al mercat que li van donar un canvi al que seria la televisió en l'illa al permetre la difusió de televisió comercial en tot el país, Rikavision canal 7 (avui conegut com a SuperSiete), WOLE TV canal 12 d'Aguadilla i l'anomenada Telecadena Pérez Perry Canales 11 a San Juan i 9 en Ponce (Avui Univisión Puerto Rico). Encara que en la dècada dels 70 ja existien els canals en la banda UHF per a repetidors, no és fins a finals dels 70 i principis de la dècada dels 80 que sorgeixen aquests com una alternativa amb l'arribada de Tele San Juan Canal 18 (avui TCV) i Cinema 30 (avui Canal 30 TV). A mitjans de la dècada dels 80 sorgeixen els primers canals de programació purament cristiana amb l'arribada del canal 64 (avui EncuentroVision) i el canal 54 de la Cadena del Miracle. Per a aquest llavors sorgeix el primer canal 24 hores de notícies (Canal 24) però anys després tanca (avui és MTV Puerto Rico). Per a la dècada dels 90 sorgeixen els anomenats canals regionals amb l'arribada de TeleCentro (canal 22 de Guayama--Caguas).
- Cadenes nacionals i regionals
  - Telemundo Canal 2-12[5]
  - Televicentro Canal 4-14-22[6]
  - TUTV Canal 6-3 (Gobierno)[7]
  - Univisión Puerto Rico Canal 11-9-5[8]
  - Teleoro Canal 13 (Església Catòlica)
  - SBN Canal 15-66 (Església La Senda Antigua)
  - TCV Canal 18-44-48
  - Telecentro Canal 22 (regional)
  - MTV Puerto Rico Canal 24-20-38-42
  - Canal 30 TV[9]
  - Tv Visión Canal 40-26 (Fundació educativa Ana G Mendez[10]
  - Teletriunfo Canal 46 (Església de Dios Pentecostal)
  - Videomax Canal 52[11]
  - La Cadena del Milagro Canal 54-63-68-8[12]
  - Encuentrovisión Canal 64-34 (Iglesia defensores de la fe)[13]

### República Dominicana
Les transmissions de TV van començar en l'any 1952 quan sorgeix La Veu Dominicana, un canal del govern. Després a la fi dels 50 s'inaugura la primera estació de TV privada amb el nom de Radio Hin Televisió (RAHINTEL). Anys més tard s'inaugura la primera estació de TV a Color en el país amb el nom de Color Visión, aquest canal va ser el primer a operar fora de la capital en la ciutat de Santiago dels Cavallers en 1969. Aquest canal va ser mudat a la capital Santo Domingo durant el principi del 70's. En el decenni dels 70 van sorgir diversos canals encara que solament de cobertura local (en la capital). Entre ells estan Tele Inde canal 13 i Telesistema Dominicà Canal 11. En 1979 neix Tele Antilles, el primer canal stereofònic del país i amb cobertura a nivell nacional. Durant els 80 els canals de TV que ja existien en aquells dies van millorar la seva qualitat d'imatge i van implantar l'últim en technologia. RAHINTEL va anar la primera estació de TV a transmetre via satèl·lit.
És un fet que en la República Dominicana tots els canals transmeten a tot color i d'àudio stereofònic. El 1986 entra el Canal 6 (Hoy Tele Micro) un dels canals més moderns en el país amb una cobertura major que els altres canals existents. Per als 90 van sorgir nous canals de TV en la freqüència d'UHF, el que ha permès el desenvolupament de canals locals i regionals fora de la capital. Originalment, les transmissions dels canals de TV nacionals del canal 2 al 13 se sintonitzava per un nombre de freqüència en la ciutat de Santo Domingo i en altre nombre de canal com repetidor en l'interior del país, específicament en la zona nord. Aquest format va ser canviat a mitjans dels 90 quan es va crear la llei de telecomunicació en la qual tots els canals del VHF (2 - 13) tinguessin el seu senyal pel mateix nombre de canal en tot el país, la qual es manté fins al present.
Per al nou mil·lenni, continuen les millores en la majoria de les estacions. Van sorgir nous canals com Super Canal 33, que va anar la primera estació a transmetre el seu senyal a nivell internacional sota el nom de Super Canal Carib, sent alguna ciutats de la part aquest dels Estats Units (Nova York, Boston, Miami) les primera a gaudir de la programació d'aquest canal. A aquest s'agrega Carivisión Internacional, amb cobertura per a Puerto Rico i Amèrica del Sud, i Color Visió a nivell mundial a través del seu canal NDTV que s'emet en la senyals del sistema de satèl·lit de Direct TV. En l'any 2003, el canal 4 (Ràdio Televisión Dominicana o RTVD), canal del govern, es va convertir en la Corporació Estatal de Radio i Televisió o CERTV sota un decret presidencial. En el 2005, Telemicro(Canal 5) i Digital 15 (Canal 15) van començar a transmetre via satèl·lit amb la idea de produir una televisió més globalitzada.
El competidor de Direct TV, Dish Network va llançar un canal anomenat TELEVISION DOMINICANA dintre del seu paquet en castellà que ofereix diversos programes produït pels canals dominicans. Per al 2006, Tele Universo (Canal 29 - Santiago) començarà a transmetre via satèl·lit amb una edició internacional del mateix amb el nom de Tele Universo Canal 29 USA.
- Cadenes nacionals
  - Tele Antillas - Canal 2
  - CERTV - Canal 4
  - Tele Micro - Canal 5
  - Antena Latina - Canal 7
  - Color Visión - Canal 9
  - Telesistema - Canal 11
  - TeleCentro - Canal 13
- Cadenes regionals i UHF per província
- Santo Domingo
  - Digital 15 - Canal 15
  - Quisqueya TV - Canal 17
  - Tele Globo - Canal 19
  - Antena 21 - Canal 21
  - Telefuturo - Canal 23
  - Santo Domingo TV - Canal 25
  - Red Nacional de Noticias (RNN) - Canal 27
  - Super Canal - Canal 33
  - Sport Vision -Canal 35
  - CDN (Cadena de Noticias) - Canal 37
  - Coral 39 - Canal 39
  - Tele Vida - Canal 41
  - Tele Radio America - Canal 45
  - AME - Canal 47
  - SistemSur - Canal 49
  - TNI - TV Nueva Isabela -Canal 51
  - Isla Visión - Canal 53
  - Canal 57
  - Mango TV - Canal 59
  - DigitalVisión - Canal 63
  - Canal del Sol - Canal 65
  - CineVisión - Canal 69

- Santiago
  - Canal 7 Cibao - Canal 7
  - Tele Medios Dominicanos - Canal 25
  - Tele Universo - Canal 29
  - Tele Canal - Canal 38
  - Mega Visión - Canal 43
  - Tele Unión - Canal 45
  - Cibao TV Club - Canal 53
  - Super TV 55 - Canal 55

- Salcedo
  - Teleinca

- Moca
  - Televiaducto

- La Romana
  - Caña Teve
  - Tele Orinte

- San Pedro de Macoris
  - TV43
  - Tele Macoris

- San Francisco de Macoris
  - Circuito Arcoiris TV

- Higuey
  - Turivisión

- La Vega
  - Tele 3 TV
  - Radio Santa María TV
  - MicroVision
  - Vega Teve

- Bonao
  - Tele Casa
  - Yuna Visión

- Cadenes de TV per cable i satèl·lit
  - ASTER TV (CABLE TV)
  - TCN (CABLE TV)
  - TELE SHOPPING - (CABLE TV)
  - SUPER CANAL CARIBE - (SATELITAL / CABLE TV)
  - NDTV (SATELITAL / DIRECT TV)
  - CARIVISION (SATELITAL / DIRECT TV)
  - TELEVISION DOMINICANA (SATELITAL / DISH NETWORK)
  - TELE UNIVERSO USA (SATELITAL)

### Uruguai
La televisió en Uruguai ha estat dominada bàsicament per tres grups econòmics des de la introducció d'aquesta tecnologia en aquest país. Aquests grups són: Grup Romay Salvo, Grup Fontaina – De Feo i Grup Scheck i Associats, propietaris dels canals 4, 10 i 12 de Montevideo respectivament. La primera transmissió va tenir lloc el 7 de desembre de 1956, i va ser la de Canal 10: Saeta.
- Cadenes de la ciutat de Montevideo
- Canals d'Oberts
  - Canal 4: Monte Carlo Televisió
  - Canal 5: Television Nacional (Canal estatal amb retransmissores en tot el país)
  - Canal 10: Saeta
  - Canal 12: Teledoce Televisora Color Canal 12
- Canales de Cable:
  - Tevé Ciudad (que pertany a la Intendencia Municipal de Montevideo)
  - VTV(Uruguai) (que pertany a Tenfield).
  - TV Libre (que pertany al Multimedio Plural).
  - Red Uruguaya de televisón color (transmet des de Montevideo només en direcció a l'interior amb diversos repetidors amb un resum de les programacions dels canals en obert 4,10 i 12, un informatiu propi i a vegades alguna producció própia)
  - TeleSUR (Cadena internacional de notícies patrocinat per Veneçuela, Cuba, Argentina i Uruguai)

### Veneçuela
- Cadenes nacionals
  - Venevisión
  - Televen
  - TVes
  - Venezolana de Televisión (VTV)
  - Globovisión
  - ValeTV
  - Canal Metropolitano Televisión (CMT)
- Meridiano Televisión
- TV Familia
- La Tele
- ViVe TV
- Asamblea Nacional Televisión (ANTV)
- Puma TV
- LaSimonTV
- TeleSUR (Cadena internacional de notícies patrocinat per Veneçuela, Cuba, Argentina i Uruguai)

- Cadenes regionals
  - Anzoátegui
    - Prisma
    - Televisión de Oriente (TVO)

  - Bolívar
    - TV Guayana

  - Distrito Capital
    - Catia TVe

  - Lara
    - Promar

  - Miranda
    - Sol Televisión

  - Nueva Esparta
    - Telecaribe

  - Táchira
    - TRT

  - Sucre
    - Telesol

  - Zulia
    - Zuliana TV

- Cadenes internacionals
  - Venevisión Continental

### Panamà
Les transmissions televisives a Panamà van començar el 1941, amb l'entrada del SCN de la força militar nord-americana. Aquest canal de televisió va ser el primer a panamà i va servir per a l'entreteniment i informació dels nord-americans a Panamà, així com els ciutadans que la sintonitzaven en les ciutats de Panamà i Colon. 19 anys després, RPC inicia els seus senyals en la ciutat de Panama com la primera televisió netament Panamenya. A diferència de la majoria dels països llatins, a Panamà la televisió no va ser monopolitizada pel govern, sinó que es va seguir amb els esquemes tradicionals nord-americans.
Actualment, Panamà compta amb un dels senyals més moderns de la regió. Són dues les empreses que majoritàriament tenen el sector al seu favor: MEDCOM amb el 50% i Grup TVN amb el 45%. MEDCOM va sorgir com la fusió de les dues més grans companyies televisives, Telémetro capdavantera actual en el país, i RPC capdavanter en el seu període. Grup TVN per la seva banda té com estrella al canal que li dona nom al grup, i com secundari al recent TV MAX. Panamà es caracteritza per una programació fresca, on la majoria dels programes estrangers sintonitzats en prime-time no tenen més d'1 mes d'haver-se sintonitzat en els seus països d'origen.
- TVN - Canal 2
- RPC - Canal 4
- FETV - Canal 5
- Tele7 - Canal 7
- TVMax - Canal 9
- SerTV - Canal 11
- Telemetro - Canal 13
- RCM Fem - Canal 21
- +23 - Canal 23
- RCM News - Canal 33
- Plus - Canal 35
- Hossana Vision - Canal 37

### Altres
DTV (En construcció)